# Войтецкий, Артур Иосифович
Артур Иосифович Войтецкий (укр. Артур Йосипович Войтецький; 23 октября 1928 — 22 мая 1993) — советский и украинский кинорежиссёр и сценарист. Заслуженный деятель искусств Украинской ССР (1990). Известен экранизациями рассказов Чехова и произведений Виктора Астафьева.

## Биография
Родился 23 октября 1928 года в Виннице в семье польского происхождения. Воспитывался мамой и бабушкой — отец ушёл из семьи, когда мальчику было два месяца. Войну семья пережила в оккупированной Виннице. 
В 1948—1954 годах учился на киноотделении КГИТИ имени И.К.Карпенко-Карого (мастерская Ивана Чабаненко). В годы учёбы принял участие в съёмках фильма «Максимка».
С 1953 года — ассистент режиссёра, затем режиссёр киностудии имени А. Довженко. В 1966—1971 годах — педагог КГИТИ имени И.К.Карпенко-Карого.
В первых трёх фильмах принимал участие в качестве второго режиссёра. Первая самостоятельная работа — фильм «Где-то есть сын».
После выхода в 1967 году фильма «Скуки ради» по одноимённому рассказу Максима Горького, получившего диплом Всесоюзного кинофестиваля «За лучшую экранизацию литературного произведения», киновед И.С. Корниенко отметил, что режиссёр «нашёл свой глубоко индивидуальный почерк и своеобразную стилистику».
В начале 1970-х годов Войтецкий настойчиво стремился снять фильм по повести «Пастух и пастушка» Виктора Астафьева, сценарий написал сам писатель и он же дал название фильму — «Помню тебя», но дискуссии вокруг повести помешали экранизации, сценарий был отклонён «по тематическим признакам» из-за «пацифистского духа».
В 1975 году в прессе появился фельетон о том, что на киностудии им. Довженко народные деньги пускаются на ветер — речь шла о финансовых нарушениях на съёмках фильма «Волны Чёрного моря», в результате Войтецкий был лишён звания режиссёра-постановщика, на Украине его практически отстранили от творческой деятельности. Добиться расследования режиссёру не удалось. 
С помощью Олега Борисова, который обратился к руководству Центрального телевидения, Войтецкого пригласили в Москву, где на ТО «Экран» он снял драму «Сегодня и завтра».
Через пять лет, со сменой руководства Госкино Украинской ССР, Войтецкий вернулся на Украину и сразу приступил к съёмкам дилогии по Чехову.
С 1987 года — художественный руководитель творческого объединения «Дебют» на киностудии имени Довженко.
Награждён Орденом Трудового Красного Знамени (1987), Заслуженный деятель искусств Украинской ССР (1990).
Умер 22 мая 1993 года. Похоронен в Киеве на Берковецком кладбище.

## Личная жизнь
Жена — Маргарита Николаевна Кошелева (1939—2015), советская и украинская актриса. Похоронена в Киеве на Лесном кладбище. 
Сын - Кирилл Артурович Войтецкий родился в середине 60-х годов. В 1974-75-х годах отец - режиссёр Артур Войтецкий на съёмках фильма "Волны Чёрного моря" задействовал  сына в роли "ребёнка на морском побережье, говорящего на французском языке".

## Фильмография

### Режиссёр
- 1957 — Рождённые бурей (совместно с Яковом Базеляном, по одноимённому роману Николая Островского)
- 1959 — Это было весной (совместно с Карлом Гаккелем)
- 1960 — Летающий корабль (совместно с Михаилом Юферовым)
- 1962 — Где-то есть сын (по сценарию писателя Дмитрия Холендро)
- 1963 — Стёжки-дорожки (совместно с Олегом Борисовым)
- 1965 — Вниманию граждан и организаций
- 1967 — Скуки ради (по одноимённому рассказу Максима Горького)
- 1971 — Тронка (по новеллам «Полигон» и «Железный остров» романа Олеся Гончара «Тронка»)
- 1976 — Волны Чёрного моря (совместно с Олегом Гойдой и Вячеславом Криштофовичем, по роману-тетралогии «Волны Чёрного моря» Валентина Катаева: «Белеет парус одинокий», «Хуторок в степи», «Зимний ветер» и «За власть Советов»)
- 1979 — Сегодня и завтра (по мотивам романа Владимира Попова «И это называется будни»)
- 1980 — Рассказы о любви (в основу сюжета легли три рассказа А. П. Чехова: «На пути», «В ссылке», «Осенью»)
- 1981 — История одной любви (в основу сюжета легли три рассказа А. П. Чехова: «О любви», «Муж», «На балу»)
- 1983 — Ненаглядный мой (по повести В. Астафьева «Тревожный сон»).
- 1986 — Где-то гремит война (по мотивам романа В. Астафьева «Последний поклон»)
- 1990 — Ныне прославися сын человеческий (по мотивам рассказов А. П. Чехова «Архиерей» и «Княгиня»)
- 1992 — Господи, прости нас, грешных (по мотивам повести А.П. Чехова «В овраге»)

### Сценарист
- 1967 — Скуки ради (по одноимённому рассказу Максима Горького)
- 1971 — Тронка (по новеллам «Полигон» и «Железный остров» романа Олеся Гончара «Тронка»)
- 1976 — Волны Чёрного моря (по роману-тетралогии «Волны Чёрного моря» Валентина Катаева: «Белеет парус одинокий», «Зимний ветер», «За власть Советов»)
- 1979 — Алые погоны (режиссёр Олег Гойда, по мотивам одноимённой повести Б. В. Изюмского)
- 1982 — Ещё до войны (режиссёр Борис Савченко, по мотивам одноимённой повести Виля Липатова)
- 1981 — История одной любви (в основу сюжета легли три рассказа А. П. Чехова: «О любви», «Муж», «На балу»)
- 1983 — Ненаглядный мой (по повести В. Астафьева «Тревожный сон»).
- 1986 — Где-то гремит война (по мотивам романа В. Астафьева «Последний поклон»)
- 1990 — Ныне прославися сын человеческий (по мотивам рассказов А. П. Чехова «Архиерей» и «Княгиня»)
- 1992 — Господи, прости нас, грешных (по мотивам повести А.П. Чехова «В овраге»)

## Критика и воспоминания
На Киностудии им. А. Довженко Артура Войтецкого все знали как книголюба, беззаветно преданного литературе. Экранизации М. Горького, А. Чехова снятые им в разные годы, оказались близкими к литературному источнику. Писатель Олесь Гончар, по роману которого снят фильм «Тронка», писал о режиссёре: «Словно радар, он улавливает энергию написанного слова и придаёт ему жизнь».

Особенность режиссёрской манеры А. Войтецкого – замедленный ритм. Для экранизации он выбирает, как правило, произведения, лишённые динамики, экспрессии внешнего движения, произведения, в которых передаются изменения внутренних состояний человека, незаметных на первый взгляд. Кинематографически непретензионная подача действия, которая максимально приближена к реальной в своих внешних проявлениях, даёт широкое пространство для освещения жизни души.  Режиссёр позволяет зрителям подолгу всматриваться в лицо героев, вслушаться в звучание голоса, рассматривать обыкновенность их окружения. Одно слово, «втягивает» в жизнь, внешне ничем особенным не примечательное— кинокритик Лариса Брюховецкая

Артур Войтецкий. Для меня этот человек стоит отдельно, в стороне от всех. Он и на студии был отдельно, как и Леонид Быков, — совесть студии. Артур был и красив и некрасив, киевский Шукшин. Очень совестливый, честный, гордый, любящий безумно свою мать. Я была влюблена в него как в режиссёра, о котором только может мечтать актриса.— Народная артистка Украины, Народная артистка России Лариса Кадочникова

Артур был для меня ещё и мостиком между мной и украинцами. Он, именно он, не пятивший по-хохлацки грудь «чемойданом» и далее не говоривший «гх». — был истинным украинцем, её совестью, её культурой, её честным полпредом в искусстве, делом и своей жизнью, а не горлом, отстаивающий достоинство человеческое, а значит, и национальность.— Виктор Астафьев
Он снимал неторопливые, красивые, печальные фильмы о любви, о душе, о совести. Его называли «совестью украинского кино». Он заслужил это своей жизнью, своим незаметным подвигом.